# Ammoxenus
Ammoxenus là một chi nhện trong họ Ammoxenidae.

## Các loài
Tính đến  tháng 4 năm 2019 it contains six species:
- Ammoxenus amphalodes Dippenaar & Meyer, 1980 – South Africa
- Ammoxenus coccineus Simon, 1893 – Namibia
- Ammoxenus daedalus Dippenaar & Meyer, 1980 – South Africa
- Ammoxenus kalaharicus Benoit, 1972 – Botswana, South Africa
- Ammoxenus pentheri Simon, 1896 – Botswana, South Africa
- Ammoxenus psammodromus Simon, 1910 – Southern Africa